# Ałtajski Rezerwat Biosfery

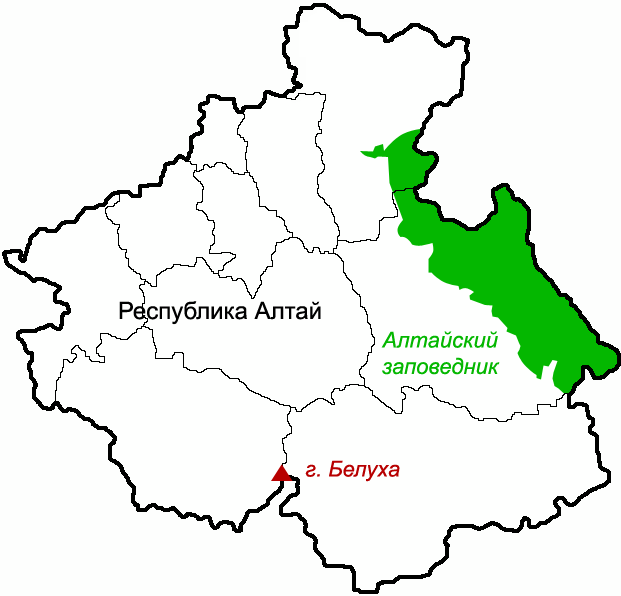
Terytorium rezerwatu

Ałtajski Rezerwat Biosfery  (ros. Алтайский государственный природный биосферный заповедник, Ałtajskij gosudarstwiennyj prirodnyj biosfiernyj zapowiednik) – ścisły rezerwat przyrody (zapowiednik) w górach Syberii południowej.
Został założony 7 października 1967 roku w granicach wcześniej istniejącego (stworzonego w 1932 i zlikwidowanego w 1951) rezerwatu. Rezerwat położony jest w górach Syberii południowej w rejonach turoczackim i ułagańskim Republiki Ałtaju. Powierzchnia wynosi 881 238 ha. Ciągnie się 230 km z północnego zachodu na południowy wschód; ma szerokość 30 - 40 km, maksymalnie 75 km. 
Ałtajski Rezerwat Biosfery i leżący w pobliżu Katuński Rezerwat Biosfery zostały wpisane na listę światowego dziedzictwa UNESCO pod nazwą „Złote góry Ałtaju” (1998).

## Geografia
Wzdłuż granic rezerwatu rozciągają się wysokie pasma: na północy – Torot (część Gór Abakańskich, odchodząca od nich na zachód prawie pod kątem prostym), na północnym wschodzie – Abakańskie (góra Sadonskaja, 2 890 m n.p.m.), na skrajnym południu – pasma boczne Gór Czichaczowa (Getedej, 3 021 m), na wschodzie – Góry Szapszalskie (Toszkałykaja, 3 507 m). Kilka odosobnionych masywów górskich znajduje się też w centrum rezerwatu: Kurkure (Kurkurebażi, 3111 m), Tetykol (do 2 069 m), Czułyszmański (Bogojasz, 3 143 m). Zachodnia granica idzie wzdłuż rzeki Czułyszman i Jeziora Teleckiego. Ponad 20% powierzchni rezerwatu pokryte jest skalnymi i kamienistymi usypiskami i piargami. W rezerwacie jest 1 190 jezior o powierzchni powyżej 1 ha każde. Na Czulczy znajduje się największy wodospad Ałtaju, Wielki Czulcziński (Bolszoj Czulczinskij, Uczar), ponad 150-metrowa kaskada wody. Klimat jest kontynentalny.
Teren rezerwatu ma niezwykłe naturalne piękno i estetykę, zawierające najbardziej znaczące tereny różnorodności biologicznej i mające wyjątkową wartość z punktu widzenia nauki. Rezerwat Ałtajski jest jednym z największych rezerwatów Rosji, jego powierzchnia stanowi 9,4% całego terytorium Republiki Ałtaju. Cały prawy brzeg Jeziora Teleckiego i 22 tys. ha jego powierzchni wodnej znajduje się w strefie chronionej.
Całe terytorium rezerwatu nie ma ani jednej drogi samochodowej (oprócz niedawno przedłużonej drogi szutrowej na północy ze wsi Bijka do wsi Jajło). Terytorium jest praktycznie nie do przejścia, z wyjątkiem rzadkich ścieżek, wytyczonych przez leśniczych i pracowników rezerwatu. Jednak należy dobrze znać lokalizację tych ścieżek, wyruszając w podróż bez przewodnika. Zwiedzanie rezerwatu możliwe jest tylko po zezwoleniu administracji i wyrobieniu odpowiedniej przepustki.

## Flora i fauna
Świat roślin rezerwatu jest nadzwyczajnie bogaty. glonów i porostów jest ponad 500 gatunków. Roślin jest ponad 1 480 gatunków. Lasy rezerwatu składają się głównie z drzew iglastych: modrzew syberysjki, sosna syberyjska i jodła syberyjska. 34 gatunki mchów, grzybów, porostów i roślin naczyniowych zostały wpisane do Czerwonej Księgi Republiki Ałtaju i Rosji. Ponad 200 endemitów, a także rzadkie skupiska stepowe, leśne, wodne i wysokogórskie znajdują się na terytorium Rezerwatu Ałtajskiego. To wyznacza jego wybitną rolę w kwestii ochrony flory i roślinności Syberii południowej.
Ze ssaków w rezerwacie jest 11 gatunków owadożernych, 7 nietoperzy, 3 zajęczaków, 13 gryzoni, 16 gatunków drapieżnych (niedźwiedź, ryś, wydra, rosomak, soból, łasica, i wiewiórka) i 8 gatunków parzystokopytnych (łoś, jeleń, owca dzika, sarna syberyjska, koziorożec syberyjski, renifer i piżmowiec syberyjski). Skrajnie rzadko spotyka się w rezerwacie panterę śnieżną – irbisa. Zwierzę to zostało wpisane do Czerwonej Księgi Rosji. Występuje przeważnie wysoko w górach, powyżej granicy lasu.
Zarejestrowano przebywanie 323 gatunków ptaków. Żyją tu pardwa mszarna, głuszec, przepiórka, jarząbek, charadrii i inne. Czapla siwa, bocian czarny, łabędź krzykliwy, mewa mała, pasterz, ułar ałtajski, bielik zwyczajny, orzeł przedni, sokół wędrowny i rybołów zwyczajny zostały wpisane do Czerwonej Księgi.
Spotyka się 6 gatunków gadów: żmiję zygzakowatą, połozy, jaszczurki i inne. Bardzo zróżnicowane są bezkręgowce, około 15 tys. gatunków. W zbiornikach wodnych rezerwatu żyje 18 gatunków ryb.